# Aixa

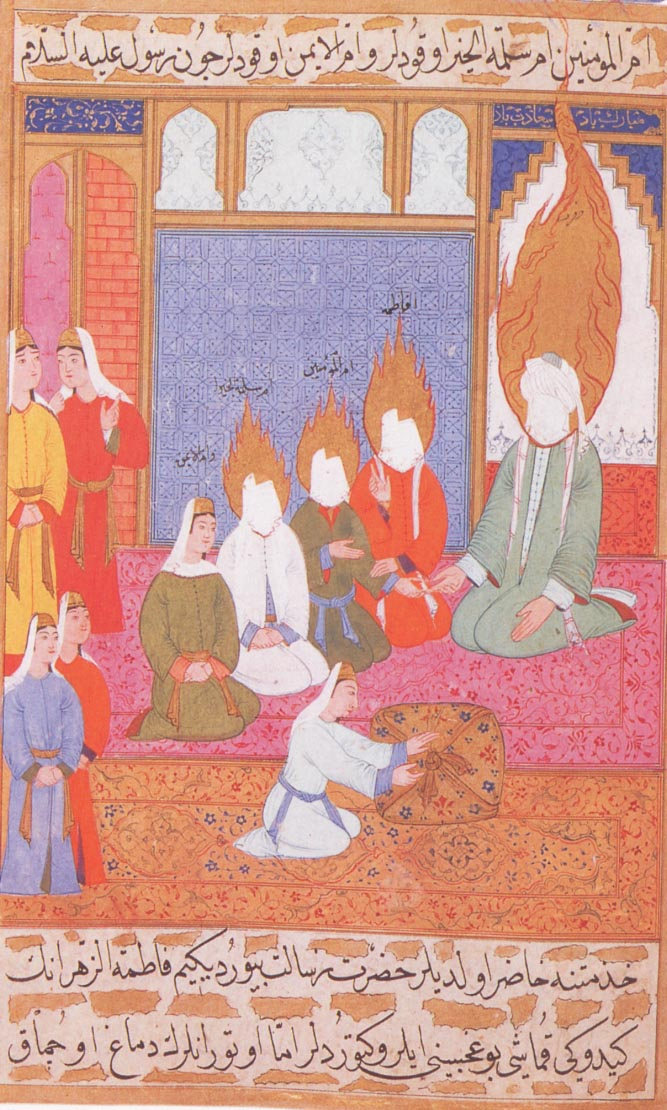
Versão do século XVI duma pintura do século XIV mostrando Aixa (de vestido vermelho) ao lado de Maomé (de túnica cinza, à direita)

Aixa binte Abacar (ou Aixa binte Abu Becre, Abubacar ou Abubequer; em árabe: عائشة بنت أبي بكر; romaniz.: `ā'iša bint abī bakr) mais conhecida somente como Aixa, Aiça ou Aissa, (Meca, 614 - Medina, julho de 678) foi a terceira esposa do profeta Maomé.

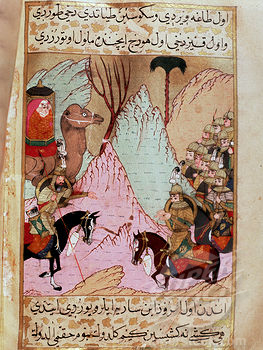
Aixa lutando contra Ali, o quarto califa, na Batalha do Camelo

Era filha de Abacar, um dos primeiros apoiantes da mensagem religiosa de Maomé. Embora o seu casamento com Maomé tenha tido como principal objectivo cimentar laços políticos entre o seu pai e o profeta do islão, Aixa tornou-se a esposa preferida de Maomé. Segundo os hádices, o profeta se casou com Aixa quando ela tinha seis anos de idade (Sahih Muslim Livro 008, números 3309, 3310. 3311; Livro 31 , número 5981; Sahih Bukhari volume 5:58:236; 5.58:234; volume 7, livro 62, números 6, 64,65, 88 e  outros), mas o casamento só teria sido consumado aos 9 anos de idade. Alguns historiadores modernos do Egito dizem que teria sido aos 18 anos de idade.
Em 627, Aixa acompanhou Maomé numa expedição militar, mas perdeu-se do grupo quando este retornava a Medina. O motivo que a separou do grupo relaciona-se com um colar por si perdido que Aixa tentou procurar; quando o exército partiu ninguém reparou que Aixa não se achava na sua liteira por esta estar coberta com véus. Tendo notado que ficou para trás, Aixa esperou no deserto até que alguém a procurasse. No dia seguinte, Aixa foi encontrada por um homem que passava perto (sem qualquer ligação com o grupo a que ela pertencia) e que a levou junto do exército. Este episódio deu azo a relatos maliciosos que acusavam Aixa de adultério e que pediam a Maomé para que se divorciasse dela.
Quando Maomé morreu em 632, Aixa teria cerca de dezoito anos, tendo ainda vivido durante mais de quarenta anos. Aixa permaneceu pouco envolvida politicamente nos anos que se seguiram à morte do esposo, até a época do terceiro califa ortodoxo Otomão. Durante esta altura, Aixa foi uma das principais figuras que incentivaram a revolta contra este califa, tido como corrupto e favorecedor do nepotismo por alguns muçulmanos. Aixa abandonou a cidade de Medina antes do assassinato de Otomão em 656. A partir de então, Aixa dedicou-se a combater Ali, tendo liderado um exército contra este. Foi derrotada na Batalha do Camelo (assim denominada pelo facto de Aixa cavalgar um dromedário) e feita prisioneira. Acabou por ser libertada, tendo vivido em paz em Medina onde veio a falecer.
A figura de Aixa serve de inspiração às feministas islâmicas, que consideram-na como um exemplo de que a mulher pode desempenhar um papel activo na vida religiosa islâmica. A maioria dos muçulmanos xiitas consideram-na uma conspiradora, tendo em vista o facto de ela ter enfrentado Ali, que os xiitas consideram ser o sucessor legítimo de Maomé na liderança da comunidade islâmica (a umma).